# Poncha Springs (Colorado)
Poncha Springs es un pueblo ubicado en el condado de Chaffee en el estado estadounidense de Colorado. En el año 2010 tenía una población de 737 habitantes y una densidad poblacional de 254,1 personas por km².

## Geografía
Poncha Springs se encuentra ubicada en las coordenadas 38°30′48″N 106°4′32″O / 38.51333, -106.07556.

## Demografía
Según la Oficina del Censo en 2000 los ingresos medios por hogar en la localidad eran de $31,429, y los ingresos medios por familia eran $36,000. Los hombres tenían unos ingresos medios de $30,417 frente a los $18,281 para las mujeres. La renta per cápita para la localidad era de $16,864. Alrededor del 10,8% de la población estaba por debajo del umbral de pobreza.